# Hudson's Bay (winkelketen)
Hudson's Bay, ook bekend als The Bay, is een Canadese warenhuisketen. Het is het vlaggenschipmerk van de Hudson's Bay Company (HBC), het oudste en langst bestaande bedrijf in Noord-Amerika en tevens een van de oudste en grootste continu opererende bedrijven ter wereld.
Hudson's Bay Company werd op 2 mei 1670 opgericht en opende in 1881 haar eerste warenhuis in Winnipeg, Manitoba. De keten bleef onder de bedrijfsnaam opereren tot 1965, toen de winkels werden omgedoopt tot The Bay. De keten was aanvankelijk vooral actief in West-Canada, maar bereikte in de tweede helft van de 20e eeuw een landelijke aanwezigheid door nieuwe vestigingen te openen en achtereenvolgens de warenhuizen Morgan's, Freimans, Simpsons en Woodward's over te nemen en om te bouwen. In 2013 werd de naam van de keten gewijzigd in Hudson's Bay. Sinds 2021 gebruikt HBC de vorige merknaam The Bay voor haar online-activiteiten, die gescheiden zijn van die van de winkelketen Hudson's Bay.
Anno 2021 exploiteert Hudson's Bay 86 filialen in zeven Canadese provincies. De warenhuizen richten zich op hoogwaardige modekleding, accessoires en huishoudelijke artikelen. De vlaggenschipwinkels hebben een groter assortiment en een grotere selectie goederen dan de standaard locaties en zijn vaak gehuisvest in historische gebouwen met meerdere verdiepingen in de grootste steden van Canada (Toronto, Montreal, Vancouver, Calgary en Ottawa). De grootste vlaggenschipwinkel is de winkel aan Queen Street in Toronto met een oppervlakte van 79.000 m².

## Geschiedenis

### Vroege geschiedenis

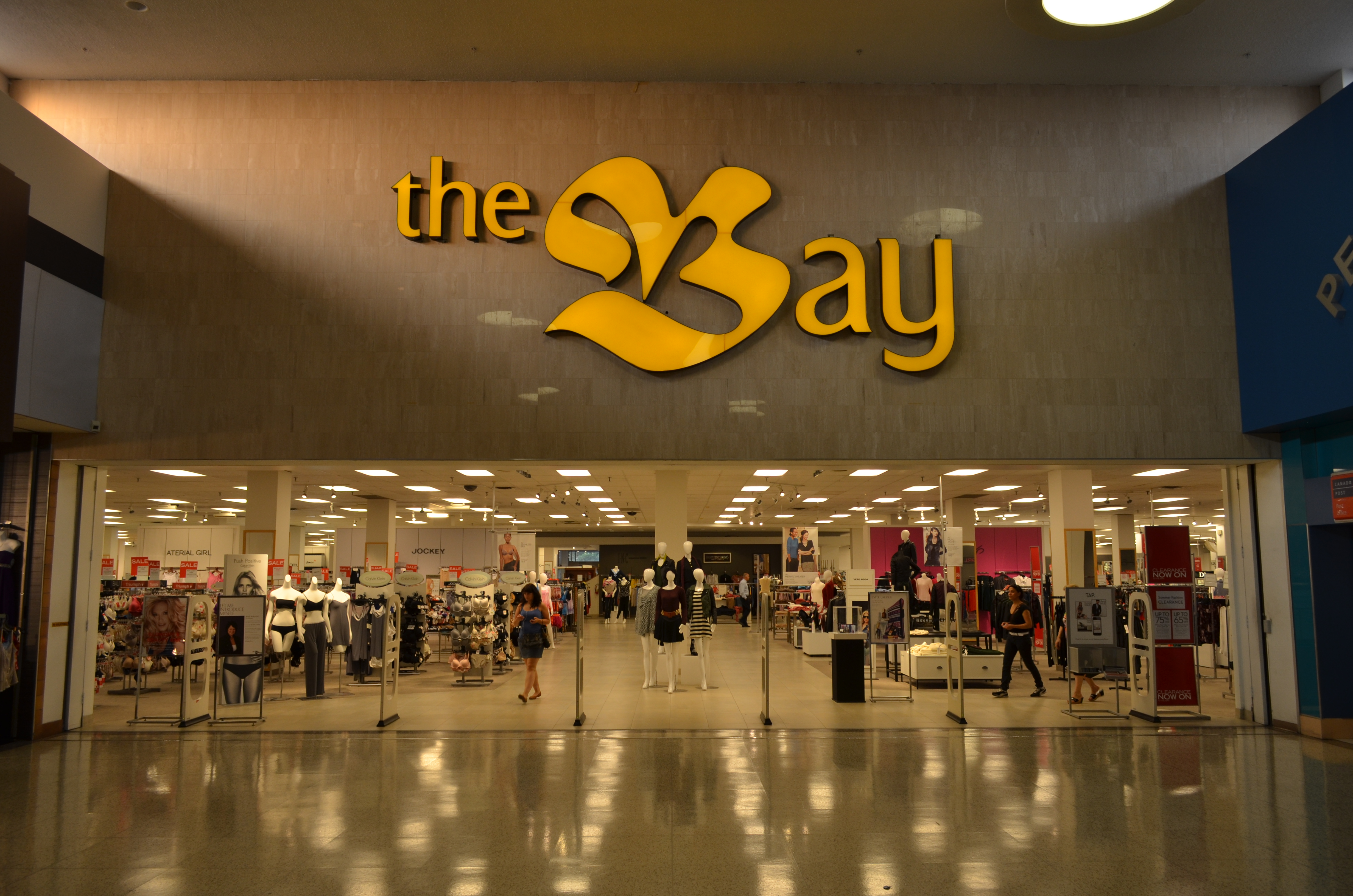
The Bay in de Centerpoint Mall, North York, Toronto

De diversificatie van de Hudson's Bay Company (HBC) werd noodzakelijk met de neergang van de bonthandel in de tweede helft van de 19e eeuw en de Deed of Surrender waarin het eigendom van het North-Western Territory en Rupert's Land werd overgedragen van HBC naar het nieuw opgerichte land Canada in 1870. De eerste Hudson's Bay Company-winkel werd in 1881 geopend in Winnipeg, Manitoba, met een assortiment bestaande uit textiel, kruidenierswaren en ijzerwaren. In 1910 werd HBC gereorganiseerd, waarbij divisies voor de handel in bont, de verkoop van land en de detailhandel ontstonden. Onder leiding van een directeur van het Britse warenhuis Harrods begonnen ze in 1913 met de bouw van warenhuizen met een compleet assortiment. Dit ‘moderniseringsprogramma’ resulteerde in de ‘oorspronkelijke zes’ warenhuizen in Calgary en Edmonton in Alberta; Vancouver en Victoria in British Columbia ; Winnipeg in Manitoba; en Saskatoon in Saskatchewan.
Hudson's Bay Company expandeerde in november 1960 naar de provincies Ontario en Quebec met de overname van de in Montreal gevestigde warenhuisketen Morgan's.

### Naamswijziging naar Hudson's Bay

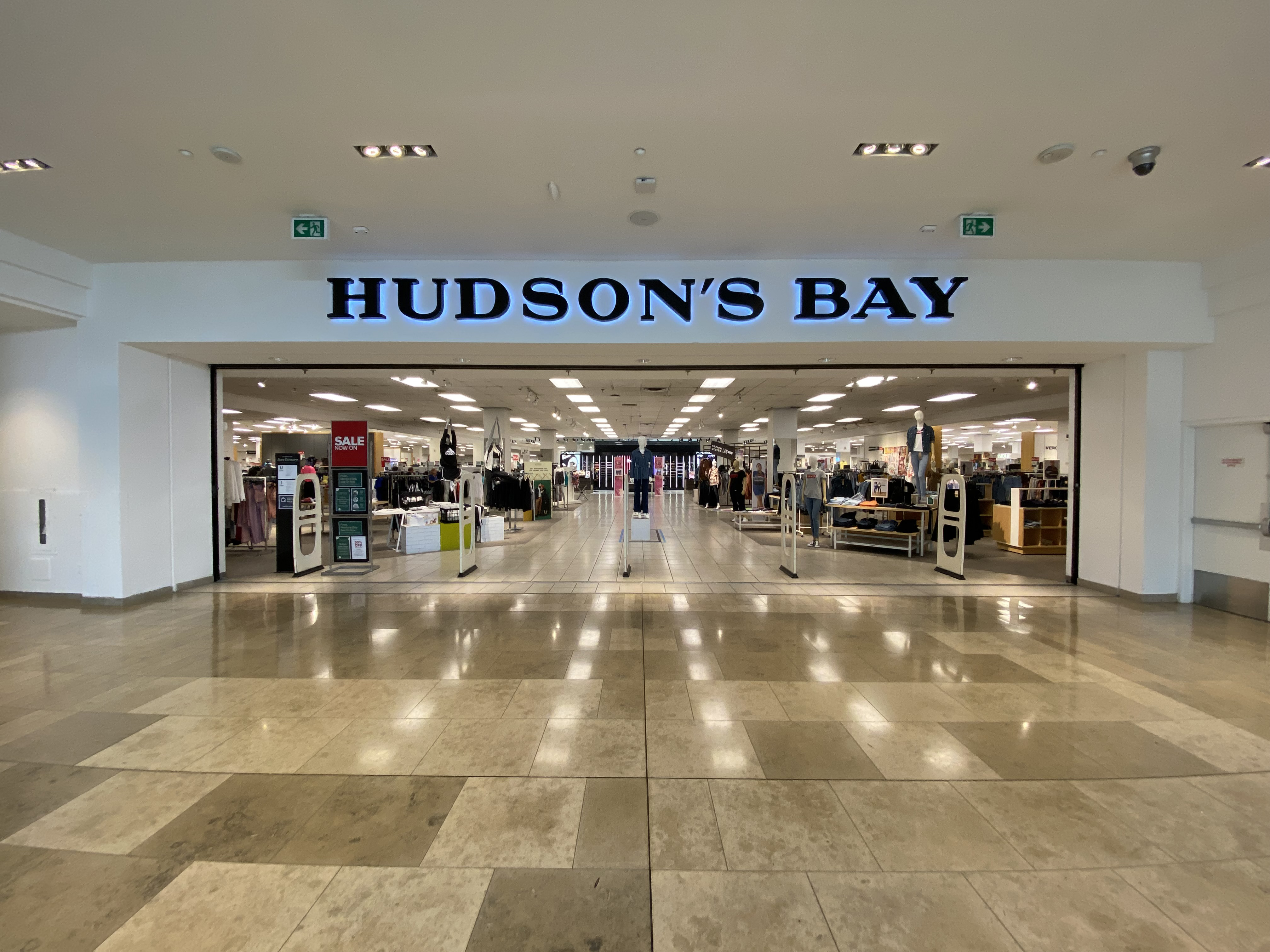
Hudson's Bay in het Erin Mills Town Centre in Mississauga, Ontario

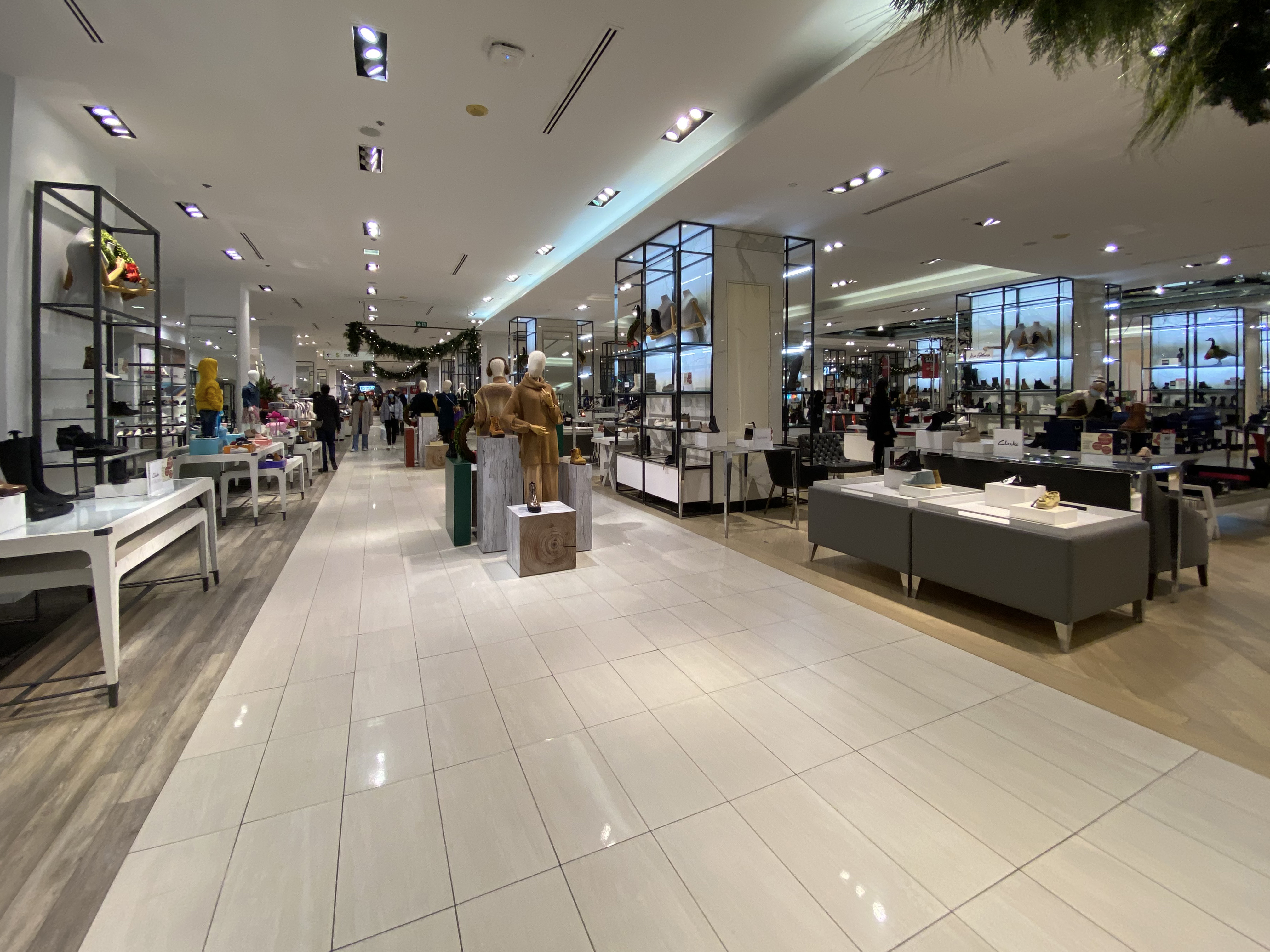
Hudson's Bay Queen Street

Hudson's Bay Company nam in 1965 de naam The Bay aan voor zijn winkels. De winkels in Quebec bleven onder het merk Morgan's actief, totdat ze in 1972 werden omgedoopt tot La Baie. Datzelfde jaar kocht Hudson's Bay het warenhuis Freimans in Ottawa en verhuisde van het voormalige Morgan's-gebouw aan Sparks Street naar het Freiman-gebouw aan Rideau Street, dichter bij de concurrenten Ogilvy's en Caplan's.
The Bay breidde zijn aanwezigheid in Oost-Canada verder uit door de overname van de Simpsons-warenhuisketen in 1978 en 1993 en in West-Canada door de overname van veel voormalige Woodward's-vestigingen. Het vlaggenschipwarenhuis aan Queen Street in Toronto was voorheen een Simpsons-warenhuis. In 1998 nam Hudson's Bay Company de Canadese activiteiten van Kmart over en hoewel de overgrote meerderheid van de 112 vestigingen ofwel werd omgebouwd tot Zellers ofwel helemaal werd gesloten, werden een paar ervan omgebouwd naar The Bay-warenhuis. De meeste voormalige Kmart-filialen werden omgebouwd naar een The Bay-speciaalzaak.
In 1991 stopte Hudson's Bay Company met de verkoop van bont. In 1997 heropende het bedrijf zijn bontwinkels, met een breder assortiment aan hoogwaardige designerbont. In de bontwinkels waren veel exclusieve bontontwerpers te vinden, waaronder Louis Féraud, Givenchy, Black Diamond Mink en Grosvenor.
Op 16 juli 2008 werd bekendgemaakt dat Hudson's Bay Company was overgenomen door het Amerikaanse bedrijf NRDC Equity Partners, dat eigenaar was van Saks Fifth Avenue.
In augustus 2008 werd Bonnie Brooks aangenomen als president en CEO van de Hudson's Bay Company. Naar aanleiding van marktonderzoek begon Brooks zich te richten op het versterken van exclusievere mode als groeisegment. Deze veranderingen omvatten een grondige herziening van de merkenselectie van de keten en een renovatie en herlancering van The Room, een luxe damesafdeling op de locatie aan Queen Street. Tijdens de Olympische Winterspelen van 2010 in Vancouver werd een op erfgoed gerichte campagne gebruikt om The Bay en een bijbehorende lijn van kleding met een Olympisch thema te promoten, wat als een groot succes werd beschouwd. In 2010 zag de vestiging aan Queen Street een omzetstijging van 22% ten opzichte van het voorgaande jaar. In 2011 lanceerde The Bay op geselecteerde locaties, een nieuwe, ‘hedendaagse’ afdeling gericht op jongeren, genaamd de White Space.
Hudson's Bay Company maakte tegelijk met zijn beursintroductie bekend dat de The Bay-winkels vanaf oktober 2012 de naam Hudson's Bay zouden krijgen. De gestileerde gele 'B' die sinds 1965 werd gebruikt, zou worden vervangen door het woordmerk en het wapen van Hudson's Bay. De nieuwe rebrandingcampagne van Hudson's Bay werd officieel gelanceerd op 6 maart 2013. 
In augustus 2021 splitste HBC de online-activiteiten van Hudson's Bay af in een aparte divisie.  Het online gedeelte heet nu officieel The Bay, terwijl de fysieke winkels de naam Hudson's Bay hebben behouden. 

## Vlaggenschipwinkels

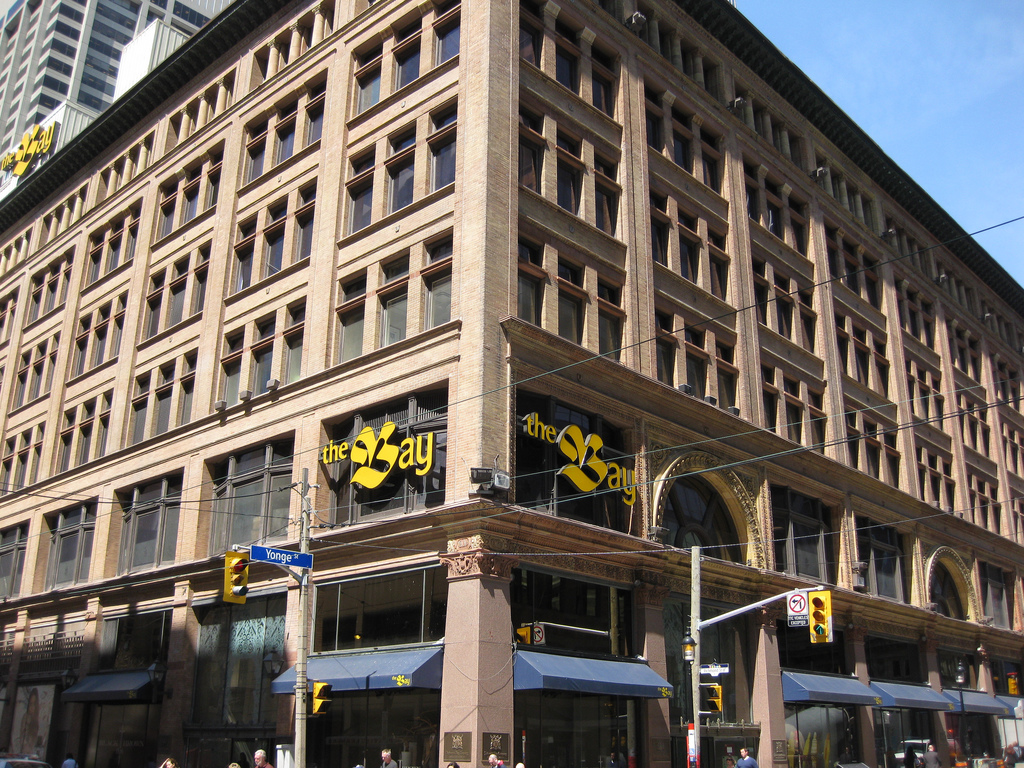
Hudson's Bay Queen Street, de grootste van de zes vlaggenschipwinkels in het centrum van Toronto (2009)
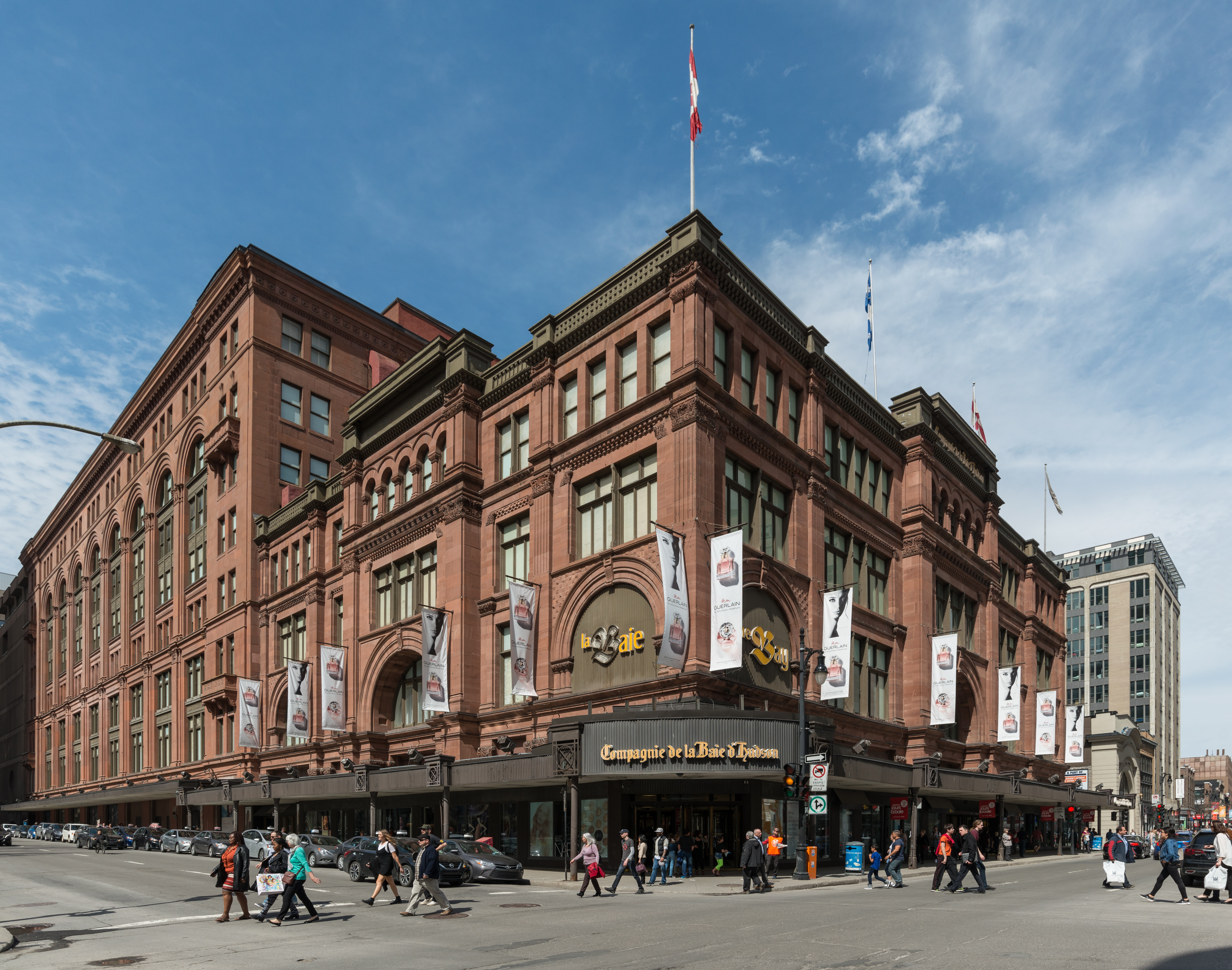
Vlaggenschipwinkel in het Henry Morgan-gebouw in het centrum van Montreal (2017)
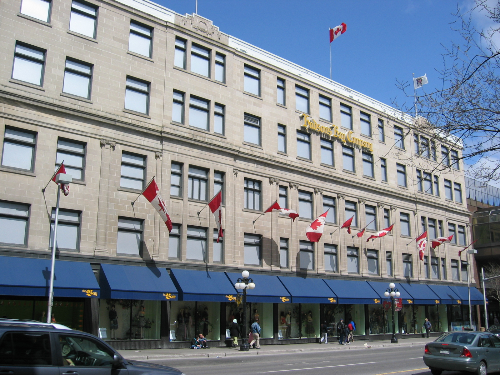
Vlaggenschipwinkel in het Freimans-gebouw aan de Rue Rideau in het centrum van Ottawa (2006)
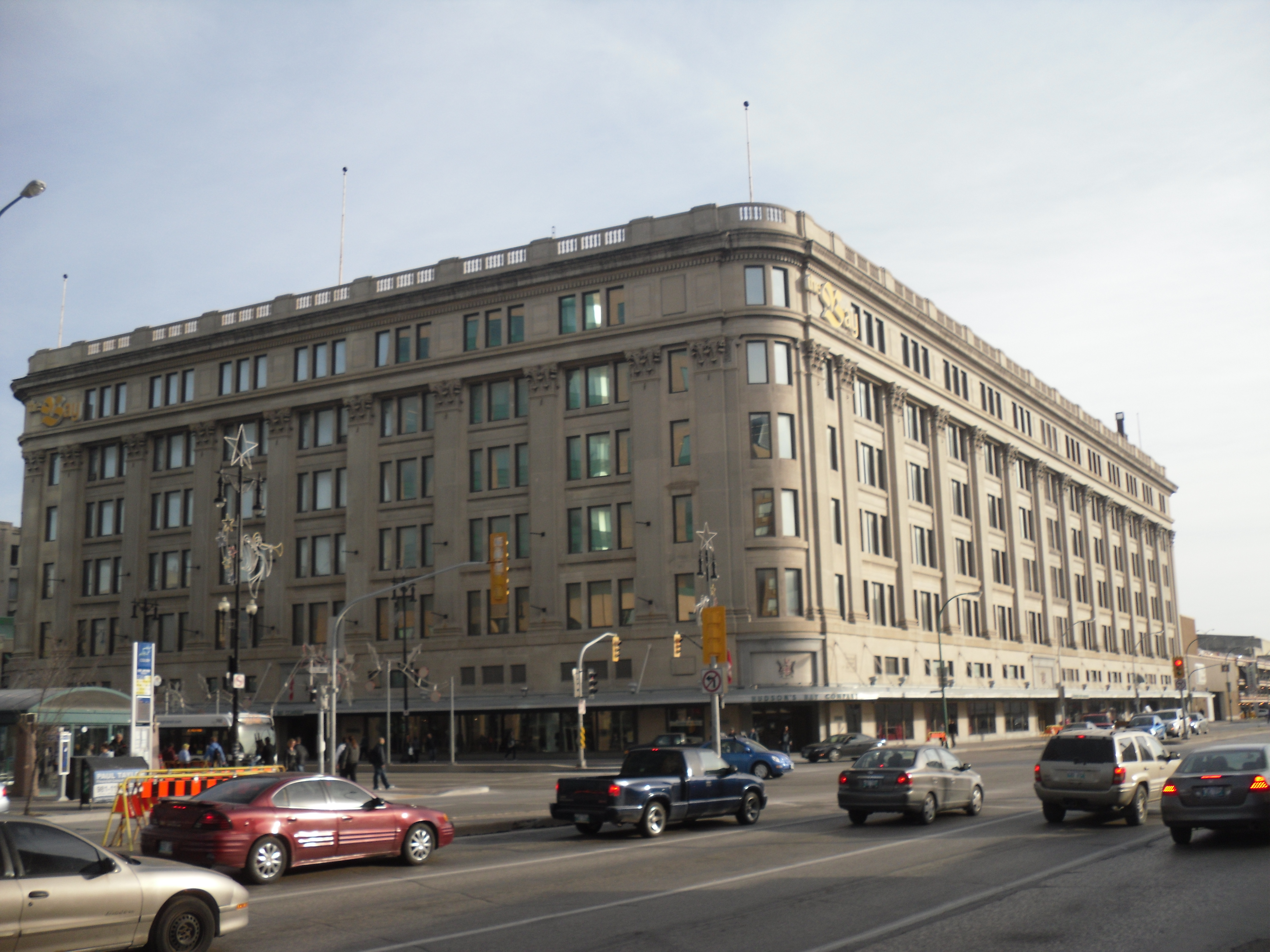
Vlaggenschipwinkel in Winnipeg

Hudson's Bay heeft vijf vlaggenschipwinkels in vier provincies. Deze bevinden zich in historische gebouwen met meerdere verdiepingen in de binnensteden van de grootste steden van Canada. Het grootste pand, het winkelpand in Toronto op de zuidwesthoek van Yonge Street en Queen Street West, was oorspronkelijk Simpsons, dat in 1991 werd overgenomen en omgebouwd tot Hudson's Bay. Het wordt beschouwd als het vlaggenschip van de keten en beslaat zo'n 70.000 m², terwijl een vijfde van de eerder bezette ruimte in 2015 werd omgebouwd tot een Saks Fifth Avenue vlaggenschipwinkel.   Hudson's Bay Company verkocht het gebouw in 2014 aan Cadillac Fairview, eigenaar van het aangrenzende Toronto Eaton Centre, en ging een sale-and-leasebackovereenkomst aan die ten minste tot 2039 loopt. 
De winkel in Ottawa aan Rideau Street is 31.100 m² groot en is het kleinste vlaggenschip dat nog in een monumentaal gebouw is gevestigd. Oorspronkelijk was hier het warenhuis Freimans gevestigd, dat in 1973 werd overgenomen en omgebouwd.

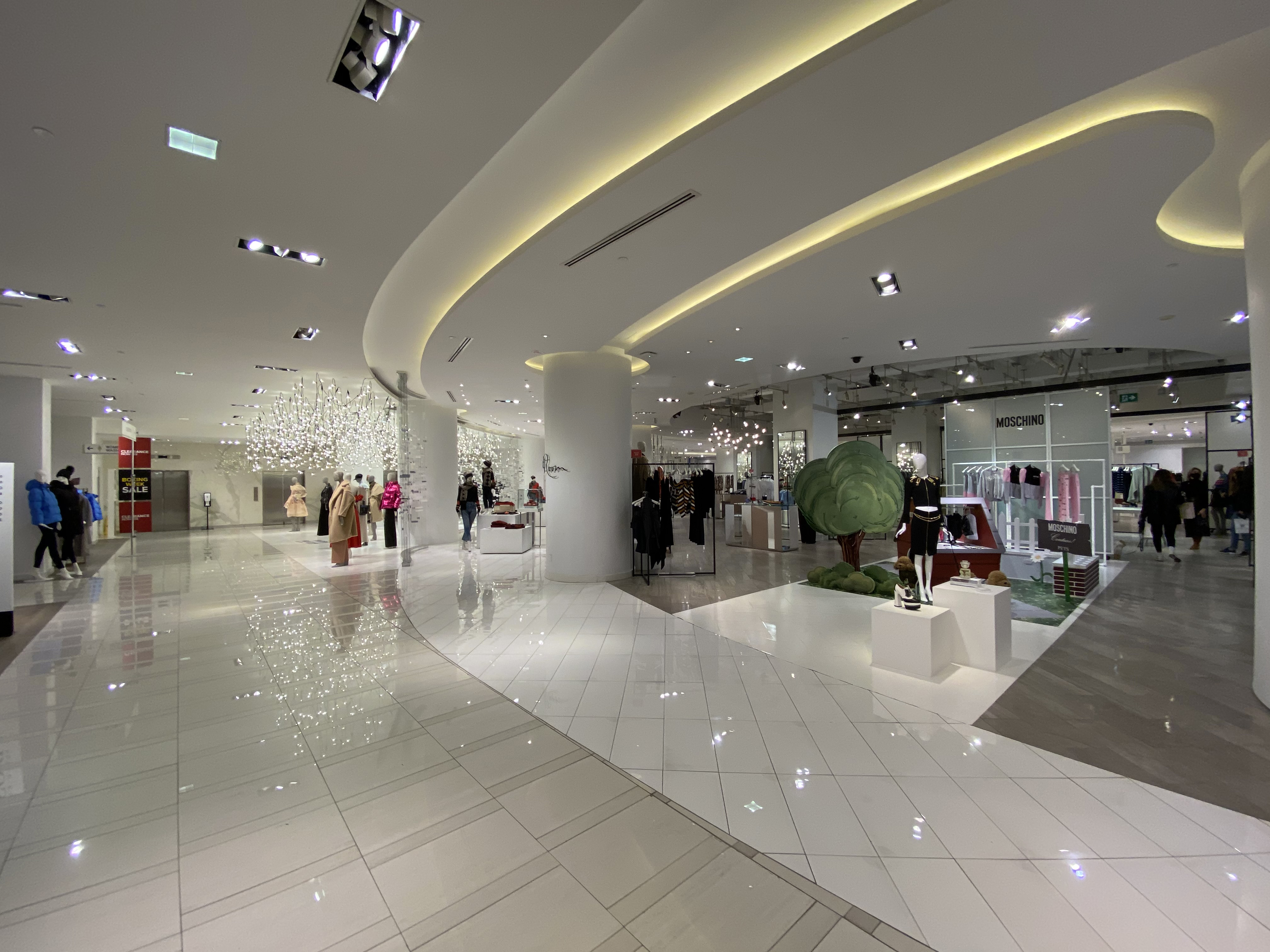
Hudson's Bay Queen Street

Hudson's Bay had vroeger een winkel in het Hudson's Bay Centre, op de kruising van Yonge Street en Bloor Street aan het oostelijke uiteinde van de Mink Mile in Toronto. Deze winkel werd geopend in 1974 en volgde de vestiging in Winnipeg op als vlaggenschip van de keten (ondanks dat deze in werkelijkheid kleiner was dan de vorige vestiging). In 1991 werd de winkel vervangen door de Queen Street West-winkel als vlaggenschip van de keten. De winkel in het Hudson's Bay Centre sloot op 13 mei 2022. 
Hudson's Bay exploiteerde vlaggenschipwinkels in Victoria, Edmonton, Regina en Saskatoon, maar sloot deze locaties in 1999 ten gunste van warenhuizen in grote winkelcentra in het stadscentrum die dat jaar vrijkwamen door het faillissement van de concurrerende warenhuisketen Eaton's. Na het vertrek van Hudson's Bay zijn deze voormalige vlaggenschiplocaties hergebruikt voor andere huurders. 
In oktober 2020, heeft het moederbedrijf van Hudson's Bay, vanwege de veranderende winkelgewoonten ten aanzien van online aankopen als gevolg van de COVID-19-pandemie, overwogen om een aantal winkels te verkleinen en de overtollige ruimte te herontwikkelen voor gemengd gebruik. 

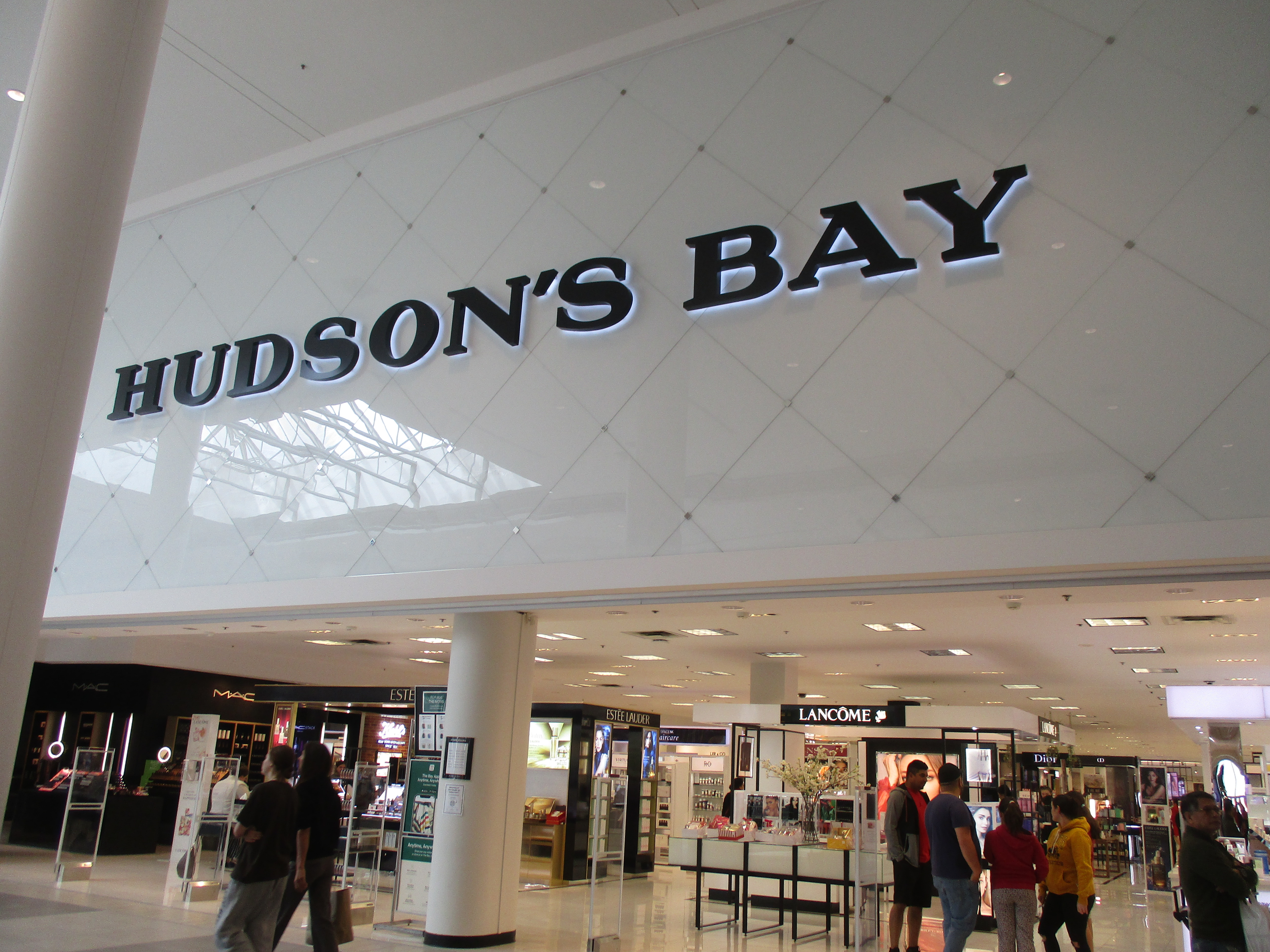
Hudson's Bay n het Chinook Centrum

Er werd aangekondigd dat twee vlaggenschipwinkels geleidelijk zouden sluiten als gevolg van de COVID-19-pandemie. De winkel aan Portage Avenue in het centrum van Winnipeg, die in 1926 werd gebouwd, was tussen 1926 en 1974 een vlaggenschipwarenhuis van de keten. Het gebouw in Winnipeg werd in 2019 door Cushman & Wakefield gewaardeerd op $ 0 vanwege de kosten van het renoveren en herbestemmen van het beschermde erfgoedgebouw en de concurrentie van nieuwere commerciële vastgoedobjecten in de buitenwijken zoals Polo Park. De winkel in het centrum van Edmonton aan de Jasper Avenue werd in 1939 gebouwd op grond die sinds 1893 in gebruik was bij Hudson's Bay Company. De winkel sloot in 1995, twee jaar nadat een andere The Bay-winkel als hoofdhuurder in het Edmonton City Centre was geopend. Deze laatste verhuisde uiteindelijk in 2002 naar de voormalige Eaton-winkel in hetzelfde winkelcentrum.  Met 15.600 m² was het het kleinste vlaggenschipfiliaal van Hudson's Bay. De winkel in Winnipeg werd op 30 november 2020 gesloten en de winkel in Edmonton werd op 3 juni 2021 gesloten.
| Provincie        | stad      | naam                           | oppervlakte | openingsjaar | sluitingsjaar | bijzonderheden          |
| ---------------- | --------- | ------------------------------ | ----------- | ------------ | ------------- | ----------------------- |
| Alberta          | Calgary   | Hudson's Bay Calgary Downtown  |             | 1913         |               |                         |
| British Columbia | Vancouver | Hudson's Bay Vancouver         |             | 1927         |               |                         |
| Ontario          | Ottawa    | Hudson's Bay Ottawa Rideau     |             | 1973         |               | Oorspronkelijk Freimans |
| Ontario          | Toronto   | Hudson's Bay Queen Street      |             | 1991         |               | Oorspronkelijk Simpsons |
| Quebec           | Montreal  | Hudson's Bay Montreal downtown |             | 1972         |               | Oorspronkelijk Morgan's |

| Provincie | stad     | naam                              | oppervlakte | Year opened | Year closed | bijzonderheden                                                                                  |
| --------- | -------- | --------------------------------- | ----------- | ----------- | ----------- | ----------------------------------------------------------------------------------------------- |
| Alberta   | Edmonton | Hudson's Bay Jasper Avenue        |             | 1939        | 1995        |                                                                                                 |
| Alberta   | Edmonton | Hudson's Bay Edmonton City Centre |             | 1993 2002   | 2002 2021   | Oorspronkelijk Woodward's Verhuisd naar voormalige Eaton's ruimte                               |
| Manitoba  | Winnipeg | Hudson's Bay Winnipeg Downtown    |             | 1926        | 2020        |                                                                                                 |
| Ontario   | Toronto  | Hudson's Bay Centre               |             | 1974        | 2022        | Dit was de vlaggenschipwinkel in Toronto tot 1991, toen Hudson's Bay Queen Street werd geopend. |

## Winkelformules

### The Room en West End Shop
The Room is een luxe boetiek die te vinden is op geselecteerde locaties in Hudson's Bay. De formule biedt een zorgvuldig samengestelde selectie dameskleding van exclusieve merken zoals Balmain, Emmanuel Ungaro, Halston, Gianfranco Ferre, Giorgio Armani, Moschino en anderen designers. 
De gelijknamige vestiging van Yonge & Queen in Toronto werd in de jaren 1930 geopend als de St. Regis Room en dateert uit de tijd dat het een Simpsons-winkel was. In 2009 werd het grondig gerenoveerd door het ontwerpbureau Yabu Pushelberg, waarbij het werd uitgebreid tot 2.000 m² vloeroppervlakte en breidde het zijn collectie uit van ongeveer 12 merken naar 70. De renovatie van $ 5,3 miljoen werd door toenmalig CEO Brooks gepositioneerd als onderdeel van een plan om The Bay meer te richten op high-end mode; er waren ook plannen om The Room uit te breiden als een prominente afdeling op andere flagship-locaties.
The Room werd in 2011 geopend in het centrum van Vancouver, op een oppervlakte van 2.100 m². Eind 2013 werd The Room geopend in de Hudson's Bay-winkel in het centrum van Montreal. In 2015 werd The Room in Toronto verplaatst naar een ander deel van de winkel om plaats te maken voor een nieuwe vestiging  van Saks Fifth Avenue.
The West End Shop is de mannenversie van The Room. De  collectie bevat labels als Hugo Boss, Ermenegildo Zegna, Armani Collezioni, Ben Sherman en Strellson.

### Hudson's Bay Company Signature-winkel
The Bay biedt producten uit de Hudson's Bay Company Collection aan in een speciale winkel, waaronder de iconische dekens, jassen, lakens, tassen, T-shirts, lotions, geuren en kaarsen. HBC werkt ook samen met Canadese bedrijven als Virginia Johnson, Pink Tartan en Klaxon Howl om exclusieve merchandise in beperkte oplage te creëren. Op maat gemaakte kano's en roeiriemen zijn ook beschikbaar. HBC is ook een samenwerking aangegaan met internationale bedrijven voor producten in beperkte oplage, zoals Steiff (erfgoedteddybeer, beperkte oplage van 2500 stuks) en Best Made Axe Co. Hoewel de Signature Shops voornamelijk te vinden zijn in de vlaggenschipwinkerls en de vestiging in Banff, Alberta, zijn producten uit de Hudson's Bay Company Collection (met uitzondering van items in beperkte oplage) ook verkrijgbaar op andere locaties, met name de Point Blanket. Het streeppatroon is wereldwijd als handelsmerk geregistreerd en het is de bedoeling dat ze via internationale retailers worden verkocht, waaronder Lord & Taylor in de Verenigde Staten en Colette in Frankrijk, in een poging om HBC als merk op de markt te brengen. 

## Merkidentiteit

### Logo
Het woordmerk van Hudson's Bay Company werd vóór 1965 in Gotisch schrift geschreven.
Lippincott &amp; Margulies ontwierpen het 'volksvriendelijke' logo van The Bay uit 1965, met een gestileerde gele 'B' die eerder te zien was op de kop van de Royal Charter van Hudson's Bay Company uit 1670. De winkels van Morgan in Quebec hadden vanaf 1969 totdat ze in 1972 werden omgedoopt tot La Baie een logo met een "M" die qua stijl leek op de "B".

Lipman ontwierp de rebrandingcampagne van Hudson's Bay in 2013. Voor deze campagne werd het heraldische wapen in het logo van Hudson's Bay Company opnieuw getekend door Mark Summers. Het woordmerk wordt gebruikt op alle openbare materialen en is vergelijkbaar met het lettertype dat wordt gebruikt door het Britse modehuis Burberry. Het gebruik van het wapen wordt beperkt voor bijzondere gelegenheden. Vóór de officiële lancering van de nieuwe merkidentiteit verscheen het logo in december 2012 op de buitenkant van de vlaggenschipwinkel in Vancouver.

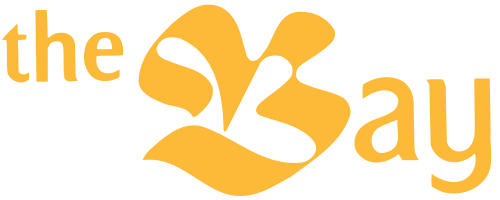
Het logo van Bay, gebruikt van 1965–2013.
Hudson's Bay-woordmerk, in gebruik sinds 2013